# Alfa Romeo MiTo

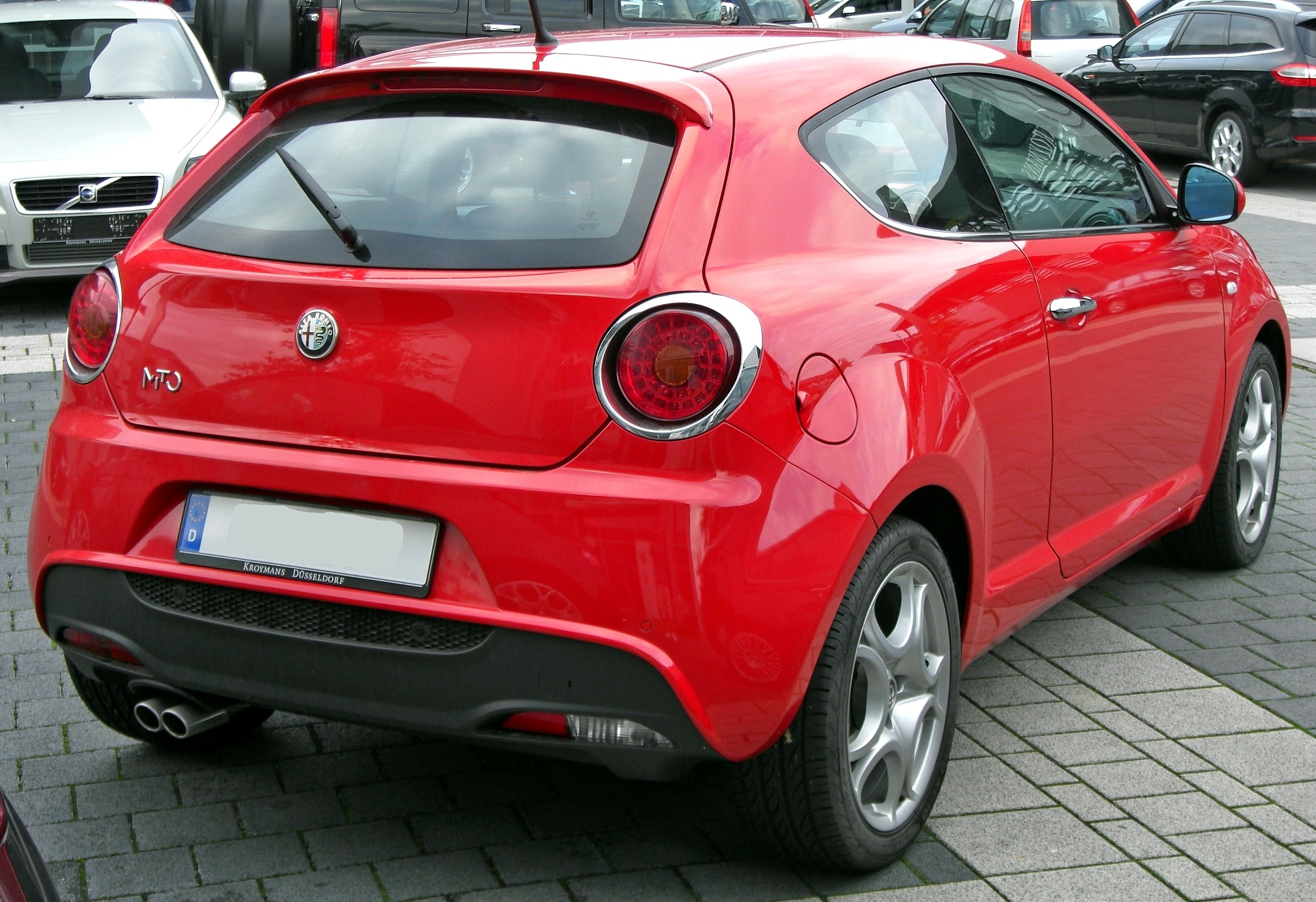
Pohled zezadu

Alfa Romeo MiTo (interní označení typ 955) je kompaktní hatchback italské automobilky Alfa Romeo, který byl vyráběn mezi roky 2008 a 2018. MiTo byl konkurentem např. pro MINI a Audi A1. Ve výrobním programu MiTo navazoval na třídveřový model 147. Avšak MiTo byl proti modelu 147 o 15 cm kratší a sdílel platformu s Fiatem Grande Punto, který je o třídu níž než 147. Design MiTo je inspirován supersportovním modelem 8C Competizione.

## Název

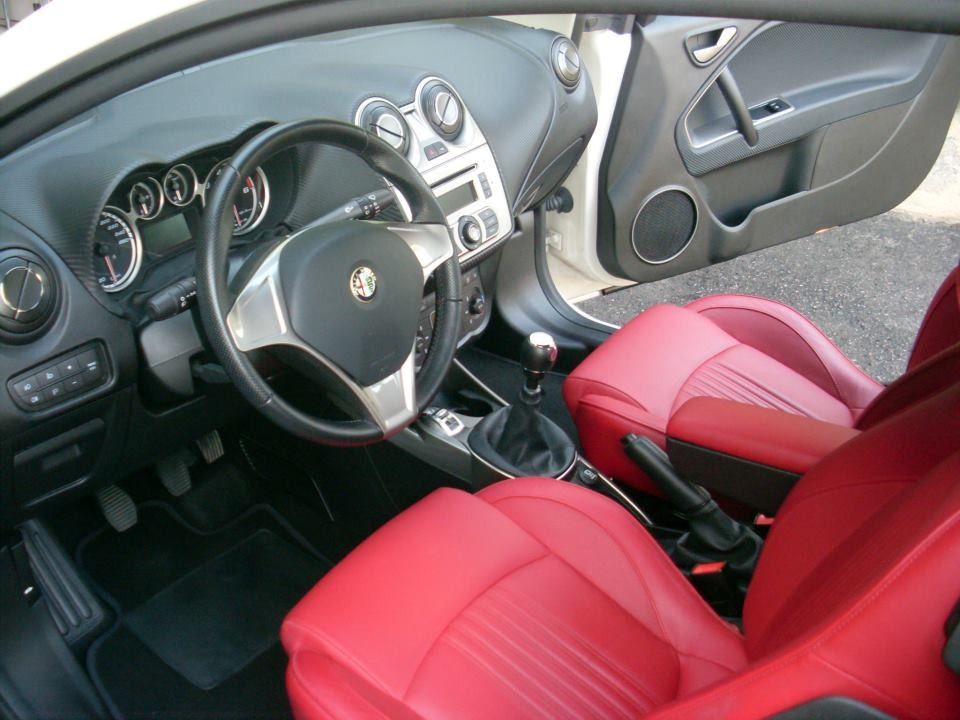
Alfa Romeo MiTo interiér

Jméno MiTo vzniklo jako zkratka názvů měst Milano (Milán) a Torino (Turín). Symbolicky je tak zdůrazněn původ auta – v Miláně sídlí Alfa Romeo, v Turíně pak mateřský koncern Fiat a zároveň se zde bude MiTo vyrábět. Zároveň slovo mito znamená italsky mýtus.
Původně předpokládaný název nového modelu byl Junior, případně (analogicky k 8C Competizione) 4C Junior. – Junior bylo dříve tradiční označení základního modelu značky. Alfa Romeo vypsala soutěž o návrh jména. Favoritem byl i Junior, ale zvítězila možnost Furiosa. Avšak definitivní volba padla na název Mi.To, který původně nebyl uvažovaný. Při oficiálním představení nakonec byla tečka z názvu vypuštěna.

## Alfa DNA
MiTo byl prvním modelem Alfa Romeo, který byl vybaven novým systémem Alfa DNA. Název je zkratkou tří režimů – Dynamic, Normal a All-Weather. Podle těchto režimů se přizpůsobují reakce motoru na plynový pedál a mění se nastavení stabilizačního systému. Motor 1.4 TB má v režimu Dynamic točivý moment 230 Nm, ve zbývajících 206 Nm.

## Přehled motorizací
Nabídku motorů tvořily přeplňovaný benzínové 1.4 TB, 0.9 TwinAir a naftové 1.6 JTDM a 1.3 JTD. Motor 1.4 MPI má výkon nastavený na 58 kW, aby odpovídal italskému zákonu, který umožňuje čerstvým držitelům řidičského oprávnění řídit pouze auta s poměrem výkonu a hmotnosti do 50 kW/t. Všechny motory se dodávají se šestistupňovou manuální převodovkou.
Verze GTA s přeplňovaným motorem 1.747 ccm o výkonu 169 kW, avizovaná na rok 2009, se vyrábět nikdy nezačala. 
| Model                      | 1.4 MPI          | 1.4 TB           | 1.6 JTDM         |          |
| Rok výroby                 | od 2008          | od 2008          | od 2008          |          |
| Uspořádání válců           | 4 v řadě         | 4 v řadě         | 4 v řadě         | 4 v řadě |
| Druh motoru                | benzínový        | benzínový        | turbodiesel      |          |
| Objem (cm³)                | 1.368            | 1.368            | 1.598            |          |
| Vrtání × zdvih (mm)        | 72,0 × 84,0      | 72,0 × 84,0      | 79,5 x 80,5      |          |
| Kompresní poměr            | 10,8:1           | 9,8:1            | 16,5:1           |          |
| Výkon (kW)                 | 58 při 6000 ot.  | 114 při 5500 ot. | 88 při 3750 ot.  |          |
| Kroutící moment (Nm)       | 120 při 4750 ot. | 230 při 3000 ot. | 320 při 1750 ot. |          |
| Nejvyšší rychlost          | 165 km/h         | 215 km/h         | 198 km/h         |          |
| Zrychlení 0–100 km/h       | 12,3 s           | 8,0 s            | 9,9 s            |          |
| Komb. spotřeba (l/100 km)  | 5,9              | 6,5              | 4,8              |          |
| Emise CO2 (g/km)           | 138              | 153              | 126              |          |
| Pohotovostní hmotnost (kg) | 1080             | 1145             | 1205             |          |